# Rudolf Arnheim
Rudolf Arnheim (15 de juliol de 1904 - 9 de juny de 2007) va ser un psicòleg i filòsof nascut a Berlín, Alemanya el 1904. Influït per la psicologia de la Gestalt i per l'hermenèutica. Va realitzar importants contribucions per a la comprensió de l'art visual i altres fenòmens estètics i la teoria de l'art. Va publicar llibres sobre la psicologia de l'art, la percepció de les imatges i l'estudi de la forma. Probablement el seu llibre més conegut sigui Art i percepció visual. Psicologia de l'ull creador. Un dels seus arguments més originals, presentat en el llibre visual thinking és que l'home modern està permanentment assetjat pel món del llenguatge. Arnheim planteja que hi ha altres formes d'aprendre el món basades, per exemple, a la vista. Per Arnheim, hi ha certes qualitats i sentiments que captem en una obra d'art que no poden ser expressades en paraules. Això es deu al fet que el llenguatge no proveeix d'un mitjà de contacte directe amb la realitat. El llenguatge només serveix per nomenar el que ja ha estat escoltat, vist o pensat. En aquest sentit el mitjà del llenguatge pot paralitzar la creació intuïtiva i els sentiments. Va morir l'any 2007 als gairebé 103 anys.